# Ernst de Jonge
Ernst de Jonge (ur. 22 maja 1914 w Sinabang na Simeulue, zm. 3 września 1944 w Rawiczu) – holenderski wioślarz, uczestnik holenderskiego ruchu oporu podczas II wojny światowej.

## Biografia
Ernst de Jonge urodził się w Sinabang na wyspie Simeulue w Holenderskich Indiach Wschodnich 22 maja 1914. Rodzina powróciła do Holandii w 1925 roku. Po odbyciu służby wojskowej studiował na Uniwersytecie w Lejdzie. Tam trenował wioślarstwo. Jego drużyna zaklasyfikowała się do Letnich Igrzyskach Olimpijskich 1936 w Berlinie. Po powrocie z olimpiady studiował prawo, w latach 1937-1938 pełniąc funkcję prezesa związku studenckiego w Lejdzie. W tym okresie De Jonge zaprzyjaźnił się z Erikiem Hazelhoffem Roelfzemą, późniejszym pilotem RAF-u i adiutantem królowej Wilhelminy. W czasie postrzyżyn członków związku studenckiego Ernst de Jonge rozbił na głowie Roelfzemy wazę do zupy. Egzamin prawniczy zdał w 1938 roku. Tuż przed wybuchem II wojny światowej De Jonge pracował na Antylach Holenderskich.
W sierpniu 1941 De Jonge przybył do Londynu, gdzie przeniosła się królowa wraz z rządem w wyniku zajęcia Holandii przez wojska niemieckie. De Jonge przeszedł wojskowe szkolenie wywiadowcze. Dnia 22 lutego 1942 wraz z Evertem Rademą przepłynęli kanał, lądując w Katwijk. Z Lejdy De Jonge udał się do Wassenaar. Rozpoczął działalność w holenderskim ruch oporu. Zatrzymano go w Rotterdamie 22 maja 1942 roku. Z Assen wraz z grupą innych 52 więźniów został przewieziony do więzienia w Rawiczu na terenie okupowanej przez Niemcy Polski. 47 więźniów holenderskich trafiło następnie do obozu Mauthausen-Gusen. Prawdopodobnie De Jonge zmarł w więzieniu w Rawiczu 3 września 1944 roku. Miejsce pochówku nieznane.

## Odznaczenia
- Medal Brązowego Lwa (14 grudnia 1949)[3]
- Krzyż Pamiątkowy Ruchu Oporu[3]

## Konotacje w kulturze
Wojenne losy De Jonge zostały częściowo przedstawione w wydanej w 1970 roku książce autorstwa Erika Hazelhoffa Roelfzemy pt. Het Hol Van De Ratelslang. Na jej podstawie powstał w 1977 roku film Żołnierz orański w reżyserii Gerarda Soetemana i Paula Verhoevena.